# Bonefeld

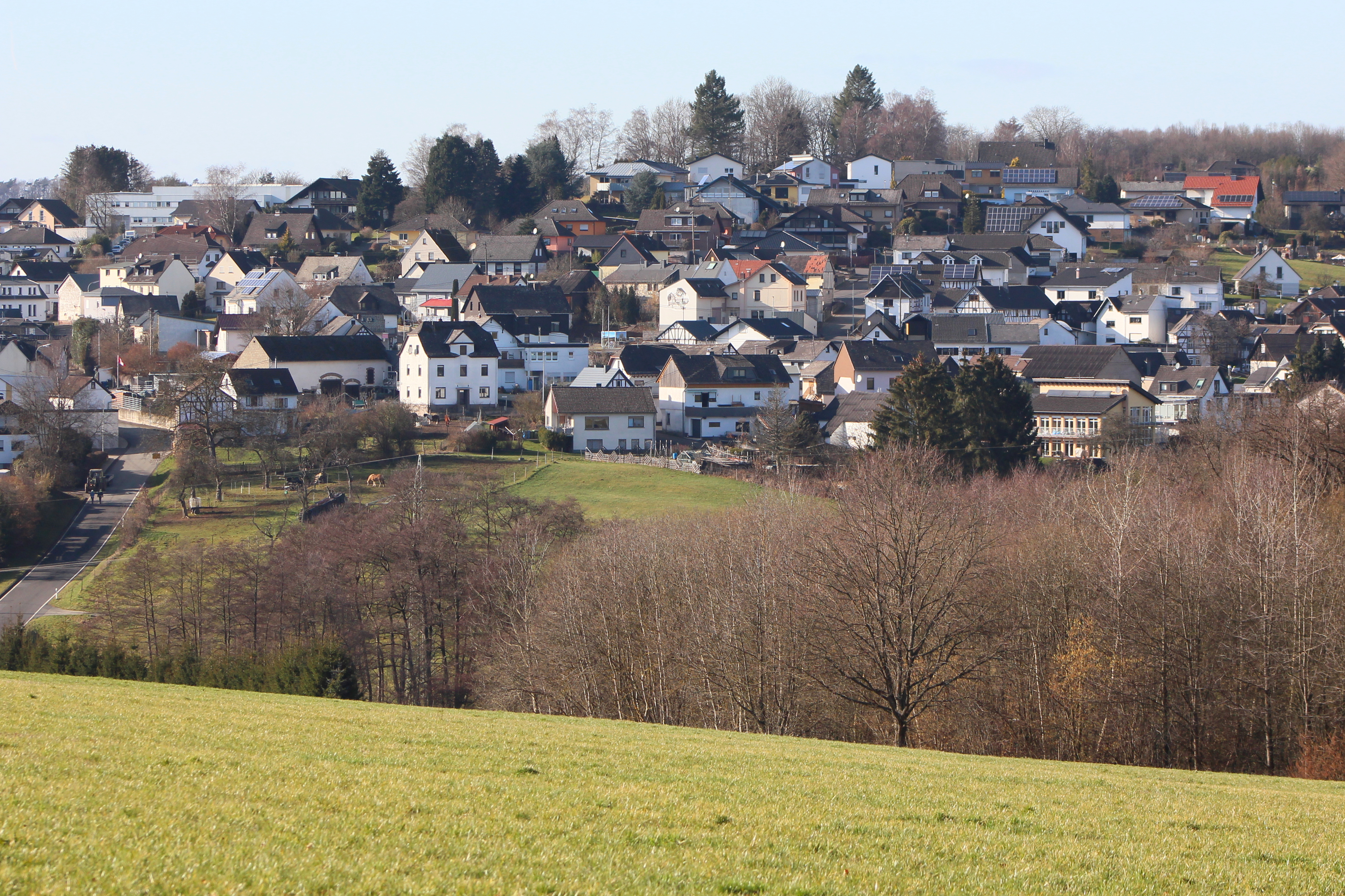
Ansicht von Bonefeld

Bonefeld ist eine Ortsgemeinde im Landkreis Neuwied im Norden von Rheinland-Pfalz. Sie gehört der Verbandsgemeinde Rengsdorf-Waldbreitbach an.

## Geographie
Der Ort liegt am Rande des Westerwaldes oberhalb des Neuwieder Beckens im Naturpark Rhein-Westerwald. Die Wohnbebauung Bonefelds fällt nach Süden und Osten ins Tal des Völkerwiesenbachs ab, der direkt nördlich des Ortes entspringt. Zu Bonefeld gehören die Wohnplätze Beim Mohrenhaus, Birkenhof, Bonefelder Höhe, Mittelheidehof, Rüllbach (Jagdhaus) und Tannenhof.

## Geschichte
Bonefeld wird zum ersten Mal am 19. Juni 1321 erwähnt, als das Koblenzer Kapitel von St. Kastor feststellte, dass Lambrecht von Stocheim und Wilhelm von Helfenstein den Zehnten zu Boninfelt besäßen. Die Kastorbesitzungen in und um Bonefeld (Deichwiese) gelangten zur Zeit der Reformation in das Eigentum der wiedischen Grafen. Auch die Reichensteiner (bei Puderbach) unterhielten bei Bonefeld einen Pachtbesitz. Noch zu Beginn des 17. Jahrhunderts trifft man auf einige Junker, die ebendort ansässig waren. Der Bonefelder Hof teilt seine Geschichte zeitweise mit der des Harderter Hofes. Unter dem wiedischen Grafen Friedrich III. hat Bonefeld durch einen beachtlichen Zuerwerb seine eigentliche Blütezeit, als der Ort 14 Häuser aufwies.

### Einwohnerentwicklung
Die Entwicklung der Einwohnerzahl von Bonefeld, die Werte von 1871 bis 1987 beruhen auf Volkszählungen:
| Jahr | Einwohner |
| ---- | --------- |
| 1815 | 240       |
| 1835 | 361       |
| 1871 | 430       |
| 1905 | 415       |
| 1939 | 422       |
| 1950 | 480       |
| 1961 | 521       |

| Jahr | Einwohner |
| ---- | --------- |
| 1970 | 593       |
| 1987 | 718       |
| 1997 | 1.029     |
| 2005 | 976       |
| 2011 | 968       |
| 2017 | 953       |
| 2023 | 960       |

## Politik

### Bürgermeister
Claudia Runkel (Wählergruppe Bösch) wurde 2014 Ortsbürgermeisterin von Bonefeld. Bei der Direktwahl am 26. Mai 2019 wurde sie mit einem Stimmenanteil von 90,83 % für weitere fünf Jahre in ihrem Amt bestätigt.  Bei der Direktwahl am 9. Juni 2024 wurde Runkel ohne Gegenkandidaten mit 90,3 % der Stimmen erneut wiedergewählt.
Der Vorgänger von Claudia Runkel war Claus Gördes, der das Amt 20 Jahre ausübte.

### Wappen
| Wappen von Bonefeld | Blasonierung: „Von Gold und Blau gespalten durch eine eingebogene erniedrigte silberne Spitze, darin eine Vierergruppe aneinandergerückter schwarzer Basaltsäulen (1:2:1), vorne vier rote Schrägbalken belegt mit einem gelappten schwarzen Wendelring, hinten zwei silberne sich überlappende Eichenblätter mit zwei silbernen Eicheln.“ |
| Wappen von Bonefeld | |

## Kultur und Sehenswürdigkeiten

### Kulturdenkmäler
Keltengräber
Östlich der Ortslage bei der Anhöhe „Steinskopf“ befindet sich ein aus sechs Grabhügeln bestehendes Gräberfeld, das der jüngeren Hallstattzeit (650–475 v. Chr., Ende der Bronzezeit, Anfang der Eisenzeit) zugeordnet wird. Bisher wurde nur eins der Gräber geöffnet. Der 1919 vom Provinzialmuseum Bonn untersuchte Grabhügel war umfasst von einem Kranz aus Basaltblöcken von etwa 10 Meter Durchmesser. Bei der Öffnung der Grabstelle boten sich als Funde ein Basaltmeißel, eine Bronzenadel und eine Quarzscherbe. Seit 2000 sind die Gräber als Grabungsschutzgebiet ausgewiesen.
Alteburg
Das als „Alteburg Bonefeld“ bezeichnete Areal, das ebenfalls östlich der Ortslage Bonefelds und nur ein paar hundert Meter von den Keltengräbern liegt, wurde bei den 1919 erfolgten Untersuchungen aufgrund der Funde dem späten Mittelalter oder der frühen Neuzeit zugeordnet.

### Naturdenkmäler
Die Kaisereiche wurde 1871 gepflanzt. Bei der Eiche steht das Ehrenmal für die Gefallenen des Ersten und Zweiten Weltkriegs.

### Theater – Musik – Gemeinschaft
- Die Theatergruppe der Verbandsgemeinde Rengsdorf gibt ihre Vorstellungen im Saal des historischen Deichwiesenhofs.
- Es gibt einen Frauenchor, einen Männergesangverein und einen Akkordeonclub.
- Der Burschenverein Bonefeld besteht seit 1893.

### Sport
Es gibt einen Fußball-Hartplatz, einen kleinen Bolzplatz und eine Skater-Bahn.
Außerdem noch einen Luftgewehr-Schießstand und mittlerweile eine Schützenhalle mit dem neuesten Stand der Technik.

## Wirtschaft und Infrastruktur
Für die Einwohner gibt es eine Gaststätte, den Deichwiesenhof. Er soll auf Fundamenten eines ehemaligen Gebäudes der Grafen zu Wied stehen.
Die überwiegende Zahl der Arbeitsplätze in Bonefeld schafft ein Unternehmen im Maschinenbau.

### Verkehr
- Direkt durch die Gemeinde verläuft die Bundesstraße 256 die von Neuwied nach Altenkirchen führt. Dieses Teilstück der Straße ist auch bekannt als die Historische Raiffeisenstraße.
- Die nächste Autobahnanschlussstelle ist Neuwied an der Bundesautobahn 3.
- Der nächstgelegene Bahnhof ist der Bahnhof Neuwied, die nächsten ICE-Bahnhöfe sind der Hauptbahnhof Koblenz und der Bahnhof Montabaur an der Schnellfahrstrecke Köln-Rhein/Main.